# Louis Ghémar

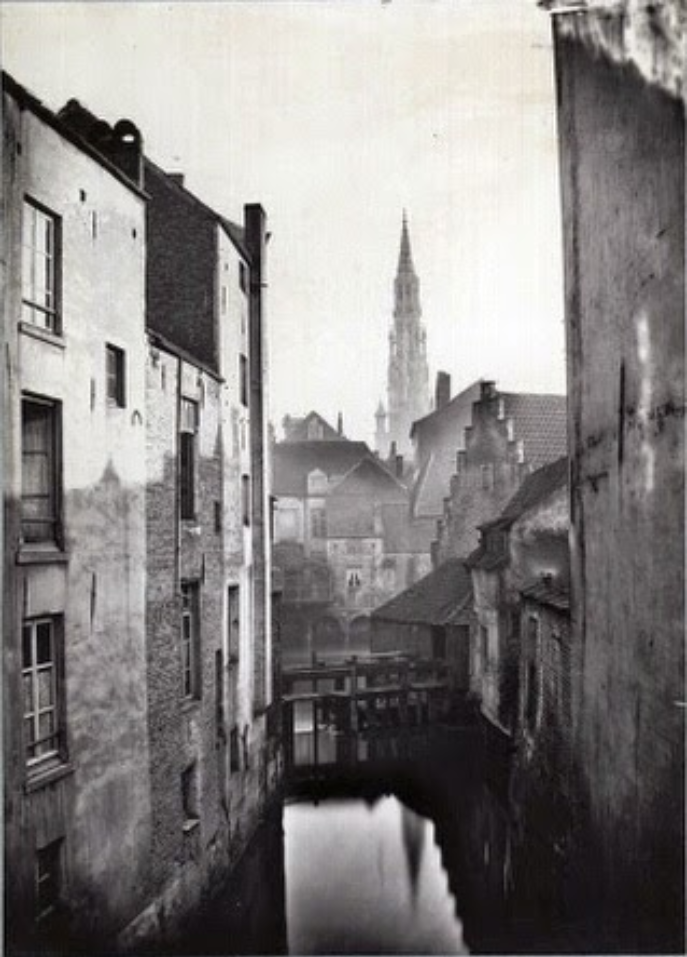
Een van Ghémars Zennefoto's uit 1867

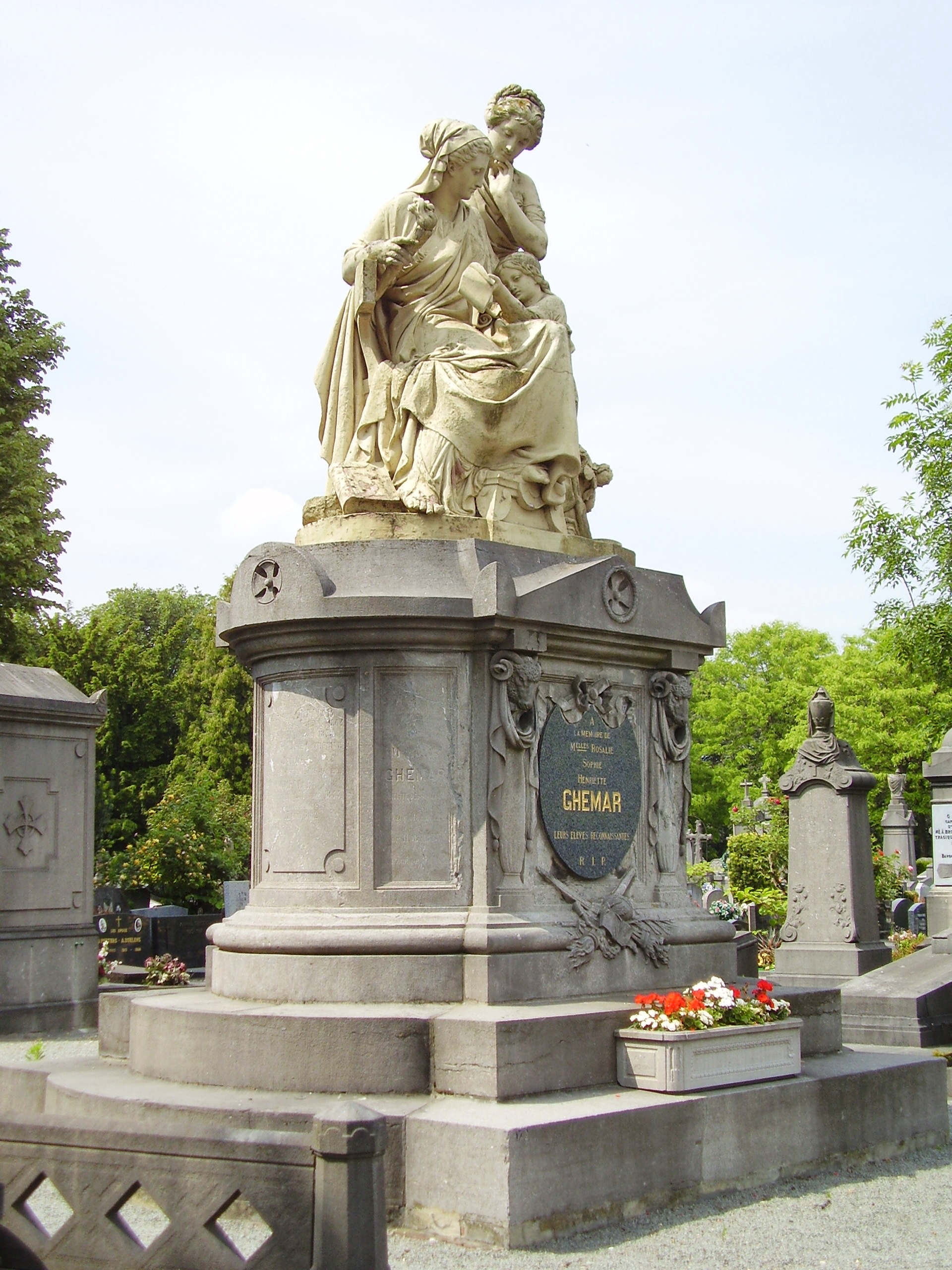
Praalgraf Ghemar, Laken

Louis Joseph Ghémar (Lannoy, 8 januari 1819 – Brussel, 11 mei 1873) was een Belgisch lithograaf, schilder, fotograaf en karikaturist.

## Levensloop
Ghémar werd geboren in Noord-Frankrijk. Zijn vader was een onderwijzer. Na zijn dood keerde moeder Catherine Horlait terug naar België en hertrouwde ze met een leraar van het Collège Royal in Aat. Louis volgde er les en ging ook naar de plaatselijke kunstacademie. Toen hij zeventien was ging hij in de leer bij een Brusselse pionier van de lithografie, Paul Lauters.
Het eerste karikatuurwerk dat met zekerheid aan hem valt toe te schrijven, verscheen in Le Charivari belge van 12 april 1839. Hij werkte ook mee aan het tijdschrift La Renaissance. Chronique des arts et de la littérature. In 1840 leverde hij een aantal platen voor het tweede deel van het steendrukalbum Album pittoresque de Bruges, uitgegeven door Joseph Buffa.
De periode 1849-1854 bracht hij in Schotland door. Hij associeerde zich met Schenk en MacFarlane in Edinburg, waar hij een luxe-editie van de werken van Walter Scott illustreerde. Ook in Aberdeen en Glasgow maakte hij passages. Daarna keerde hij naar België terug. Eerst vestigde hij zich te Antwerpen, waar hij een fotografiestudio opzette met de Nederlander Robert Severin. Hun Etablissement artistique Ghémar et Severin was gevestigd aan het Hopland 1474. Severin maakte de opnamen en Ghémar retoucheerde ze en zette de kleuren op. Eind januari 1856 verkocht het duo hun atelier aan Auguste de Bedts en verhuisden ze naar Brussel (Schildknaapstraat 27). Ghémar beschikte als vrijmetselaar over goede contacten en kon bovendien gebruik maken van een uniek vergrotingsapparaat met heliostaten, wellicht dankzij zijn uitvindersvriend Désiré Van Monckhoven.
In 1855 had Ghémar acht litho's ingezonden naar de wereldtentoonstelling van Parijs.
Een van de fotografische portretten van Leopold I door Ghémar & Severin werd overgenomen door de prenten uitgevers Simonau & Toovey. Het leverde hen de titel Photographes du Roi op.
In de steendruk Trinité photographique, afgedrukt in het tijdschrift Uylenspiegel van 13 avril 1856, stelde Félicien Rops hem voor tussen zijn collega's Antoine Dewasme en Robert Severin (Galerie d'Uylenspiegel, nr. 11).
In 1858 liet Ghémar het album L'œuvre de Madou verschijnen, met twaalf fotografische reproducties van schilderijen van Jean-Baptiste Madou.
Severin vertrok in 1860 naar Den Haag en werd vervangen door Ghémars halfbroer Léon Louis Auverleaux. Ze namen de firmanaam Ghémar Frères aan, die het vertrek van Auverleaux en de dood van Ghémar zou overleven. Foto's voor visitekaartjes bleken heel gewild en hun studio werd de meest gerenommeerde van de hoofdstad. In 1862 trok Ghémar het portret van de 80 personaliteiten die aanwezig waren op het Banquet des Misérables dat Victor Hugo werd aangeboden door zijn uitgevers Lacroix en Verboeckhoven.
In 1864 fotografeerde hij het vertrek van de Géant, de luchtballon van zijn vriend Nadar. Later zou hij hem vergezellen op een reis naar Zwitserland (1868).
In 1866 publiceerde Ghémar een album met 14 opnames van de begrafenis van koning Leopold I en de troonsbestijging van Leopold II. Hiervoor maakte hij fotomontages van zijn eigen clichés, bijgeschilderd om de problemen van orthochromatisme te ondervangen.
Rond 1870 publiceerde hij in opdracht van de Belgian Public Work Company een reeks foto's van de Zenne vóór de overwelvingsoperatie.
Hij stierf in Brussel op 11 mei 1873 en ligt begraven in Laken, in een mausoleum van beeldhouwer Ernest Carrier-Belleuse.
Na het overlijden van Louis Ghémar ging de firma door onder zijn naam tot 1894. Daarna werd haar fonds aangekocht door Géruzet Frères. Zijn kunstcollectie werd op 9 april 1877 openbaar verkocht (419 items, waarvan 97 schilderijen).

## Musée Ghémar

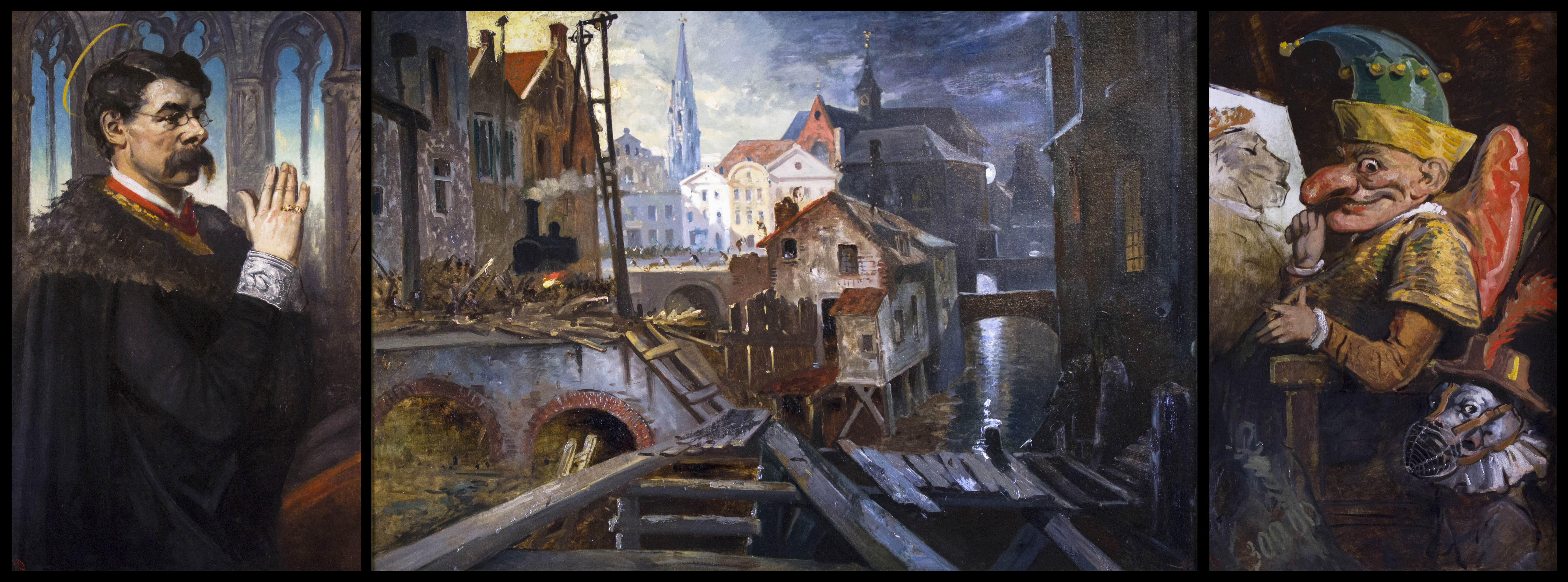
Triptiek bestemd voor de Gotische Zaal van het stadhuis van Brussel, 1868

In 1868 opende Ghémar een expositieruimte in Brussel waar hij gravures en schilderijen tentoonstelde die door pastiche of parodie eigentijdse kunstenaars op de hak namen. Dit nam soms een vorm aan die vooruit lijkt te lopen op dadaïsme of anti-art. Het museum opende in de Peterseliestraat 4, verhuisde in 1869 naar de Kruidtuin en werd vanaf 1870 voortgezet aan de Bisschopsstraat, waar gebruik kon worden gemaakt van de ondergrondse Zennecollector in aanbouw. Na Ghémars dood sloot zijn vrouw het museum. De collectie werd in 1877 verspreid via Drouot, maar de geest van Ghémar leefde voort in de Great Zwans Exhibitions die later werden georganiseerd door L'Essor.

## Tentoonstellingen (selectie)
- 1855: Antwerpen, Le Cercle Artistique
- 1856: Brussel, Exposition photographique de Bruxelles[5]
- 1863: Brussel, Algemene Tentoonstelling van Schone Kunsten

## Publicatie
- Mon voyage en Suisse. Impressions d'un photographe, Parijs, 1868

## Voetnoten
1. ↑  Le Précurseur, 21 september 1856
2. ↑  Nadar, Quand j'étais photographe, Parijs, Flammarion, 1899, blz. 226
3. ↑  Marie-Christine Claes, "Dewasme ou les querelles de la lithographie", in: In Monte Artium. Journal of the Royal Library of Belgium, 7, 2014, p. 33-35
4. ↑  Zie Catalogue du Musée Ghémar. Exposition fantaisiste des œuvres principales de l'art contemporain (1868) en de tweede editie Musée Ghémar. Catalogue illustré du salon de 1870. Exposition fantaisiste des œuvres principales de l'art contemporain
5. ↑  Deel van de Exposition des arts industriels, georganiseerd door de Société pour l'encouragement et le développement des arts industriels en Belgique en geopend op 23 augustus 1856

- Bibliothèque nationale de France: cb102713737 (data)
- Gemeinsame Normdatei: 143449990
- International Standard Name Identifier: 0000 0001 1608 6492
- Library of Congress Control Number: no2006135823
- Nationale bibliotheek van Australië: 35144027
- Nederlandse Thesaurus van Auteursnamen: 072109483
- PIC: 276697
- RKD-Nederlands Instituut voor Kunstgeschiedenis: 31313
- Système universitaire de documentation: 252870883
- Union List of Artist Names: 500056494
- Virtual International Authority File: 24367668
- WorldCat: E39PBJc3JGBJXY98JgRH9D9MT3